# Atractus elaps
Espèce
Synonymes
- Rhabdosoma elaps Günther, 1858
- Rhabdosoma brevifrenum Jan, 1862
- Atractus elaps tetrazonus Amaral, 1931
- Geophis diplozeugus Schmidt & Walker, 1943

Statut de conservation UICN

 LC  : Préoccupation mineure

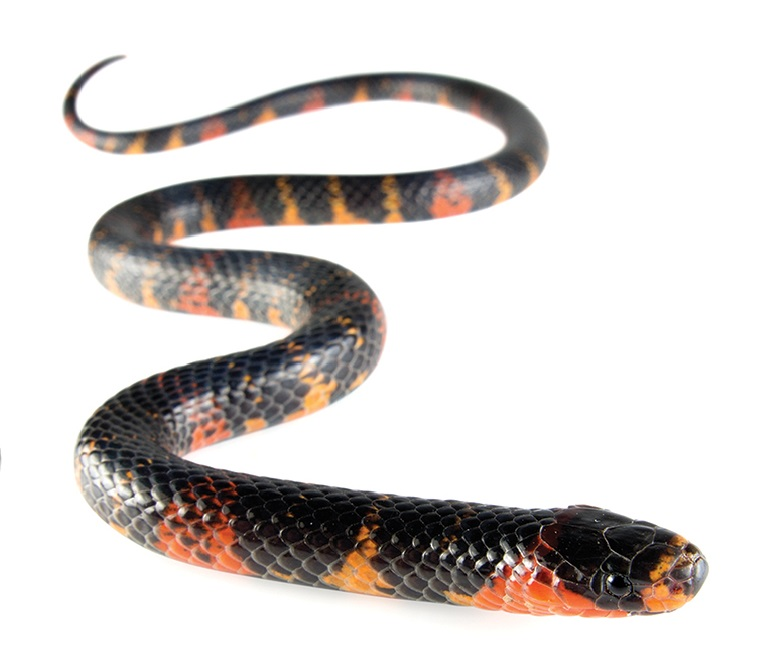
Atractus elaps

Atractus elaps est une espèce de serpents de la famille des Dipsadidae.

## Répartition
Cette espèce se rencontre au Venezuela, en Colombie, en Équateur, au Pérou, en Bolivie et en Amazonas au Brésil .

## Publication originale
- Günther, 1858 : Catalogue of Colubrine Snakes in the Collection of the British Museum, London, p. 1-281 (texte intégral).